# Ploceus cucullatus
El tejedor común (Ploceus cucullatus), también denominado tejedor cogullado, madame sagá y chichiguago, es una especie de ave paseriforme de la familia Ploceidae propia del África subsahariana. 

## Descripción
El tejedor común es un pájaro rechoncho que mide entre 15–17 cm de largo, con un pico cónico robusto y los ojos de color rojo oscuro. En el norte de su área de distribución los machos reproductivos tienen la cabeza negra rodeada por bordes castaños (generalmente más visibles en nuca y pecho). A medida que se avanza hacia el sur en su área de distribución la extensión del negro de la cabeza y la anchura del borde castaño disminuyen, de forma que en los machos reproductivos del sur solo tienen negro el rostro y la garganta, siendo su píleo y nuca amarillos. En todas las subespecies el plumaje de sus partes inferiores es amarillo intenso y el de las superiores negro listado en amarillo y su pico es negro.
El peso de las hembras es de aproximadamente 37 gramos, y el de los machos 45 gramos.
El macho fuera de la época reproductiva tiene la cabeza amarilla con el píleo oliváceo, la espalda gris y las partes inferiores blanquecinas. Las alas mantienen las plumas negras con los bordes amarillos.
Las hembras adultas tienen las partes superiores verdosas con vetas oscuras, las alas negras con listas amarillas y partes inferiores de color amarillo claro. Los juveniles se parecen a las hembras pero tienen la espalda más parduzca.
En una canción de Juan Luis Guerra se detalla un romance entre un Julián Chiví y esta especie. La realidad es que este es un romance imposible ya que el Julián Chiví mide hasta 5 centímetros y el tejedor común hasta 17 centímetros, además del hecho de que no comparten hábitat natural.

## Distribución y hábitat
Se extiende por todo el África subsahariana, exceptuando las zonas más áridas del sur y el Cuerno de África. Es una especie abundante que se encuentra en gran variedad de hábitats abiertos y semiabiertos, incluidos los cultivos y poblaciones humanas, donde con frecuencia forma ruidosas colonias. También ha sido introducido en Colombia, La Española, Mauricio y Reunión.

## Taxonomía
Fue descrito científicamente por el zoólogo alemán Philipp Ludwig Statius Müller en 1766. Se reconocen diez subespecies:
- P. c. cucullatus (Statius Müller, 1776)
- P. c. abyssinicus (Gmelin, JF, 1789)
- P. c. bohndorffi (Reichenow, 1887)
- P. c. frobenii (Reichenow, 1923)
- P. c. collaris (Vieillot, 1819)
- P. c. graueri (Hartert, 1911)
- P. c. paroptus (Clancey, 1959)
- P. c. nigriceps (El Layard, 1867)
- P. c. dilutescens (Clancey, 1956)
- P. c. spilonotus (Vigors, 1831)

## Comportamiento y reproducción
Los tejedores comunes se alimentan principalmente de semillas, y complementan su dieta con insectos, especialmente en su época de cría. Su preferencia por el grano hace que se les considere plagas para la agricultura.
Su reproducción se da entre mediados de abril y septiembre.
Este tejedor construye grandes nidos colgantes de hierba entretejida que tienen la entrada en la parte inferior, situados en los extremos de las ramas de los árboles. Anidan en colonias, de forma que muchos nidos cuelgan del mismo árbol. El material que utilizan para hacer estos nidos son las hojas de las palmeras. Una vez tejido el nido, los machos se cuelgan boca abajo y comienzan a canturrear de forma estridente y a mover las alas de forma ostentosa.
Suelen poner de 2 a 4 huevos que tienen un color verde con un tono claro o azulado.

## Galería de imágenes

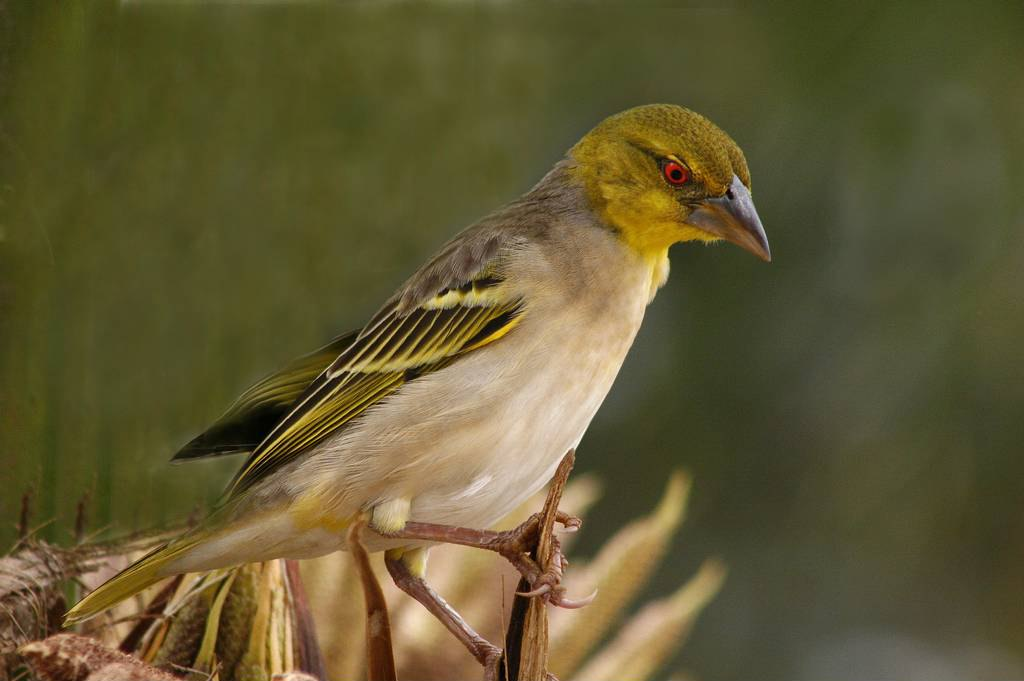
Macho con plumaje no reproductivo.
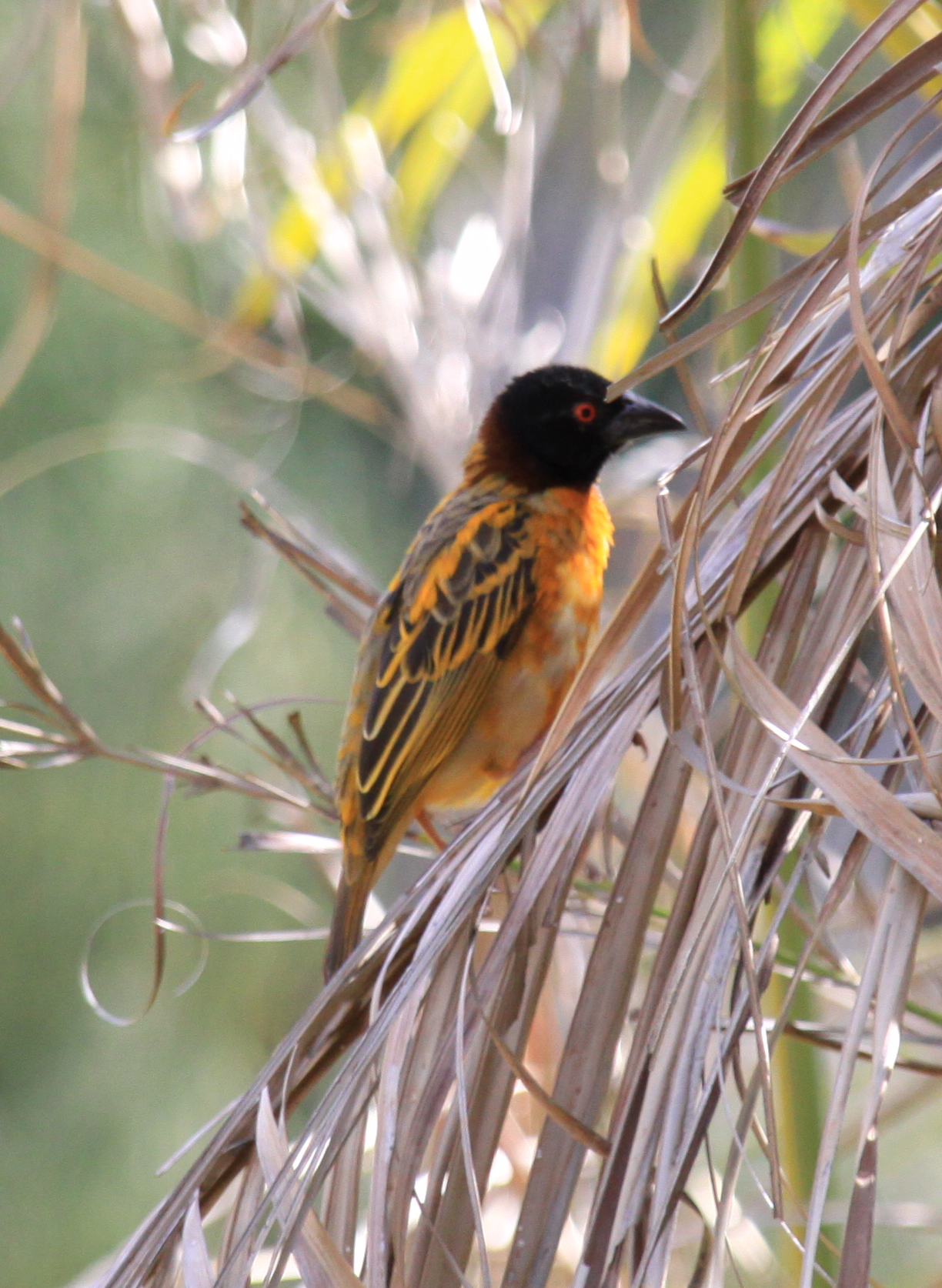
Los machos del norte tienen mayor extensión de negro en la cabeza.
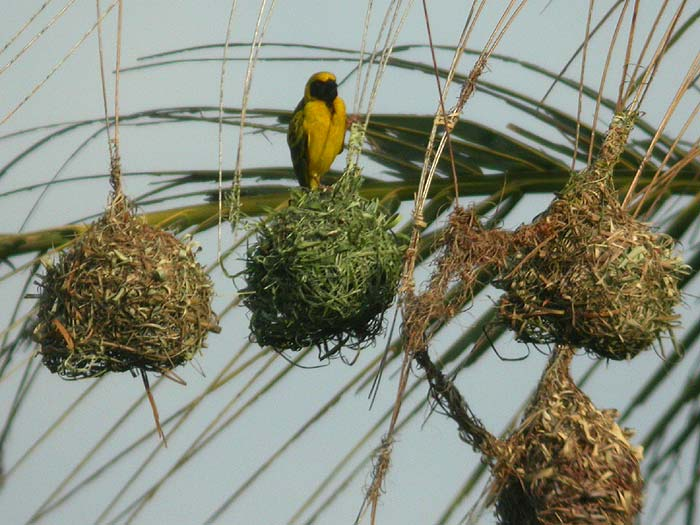
Anida colonialmente en los árboles.
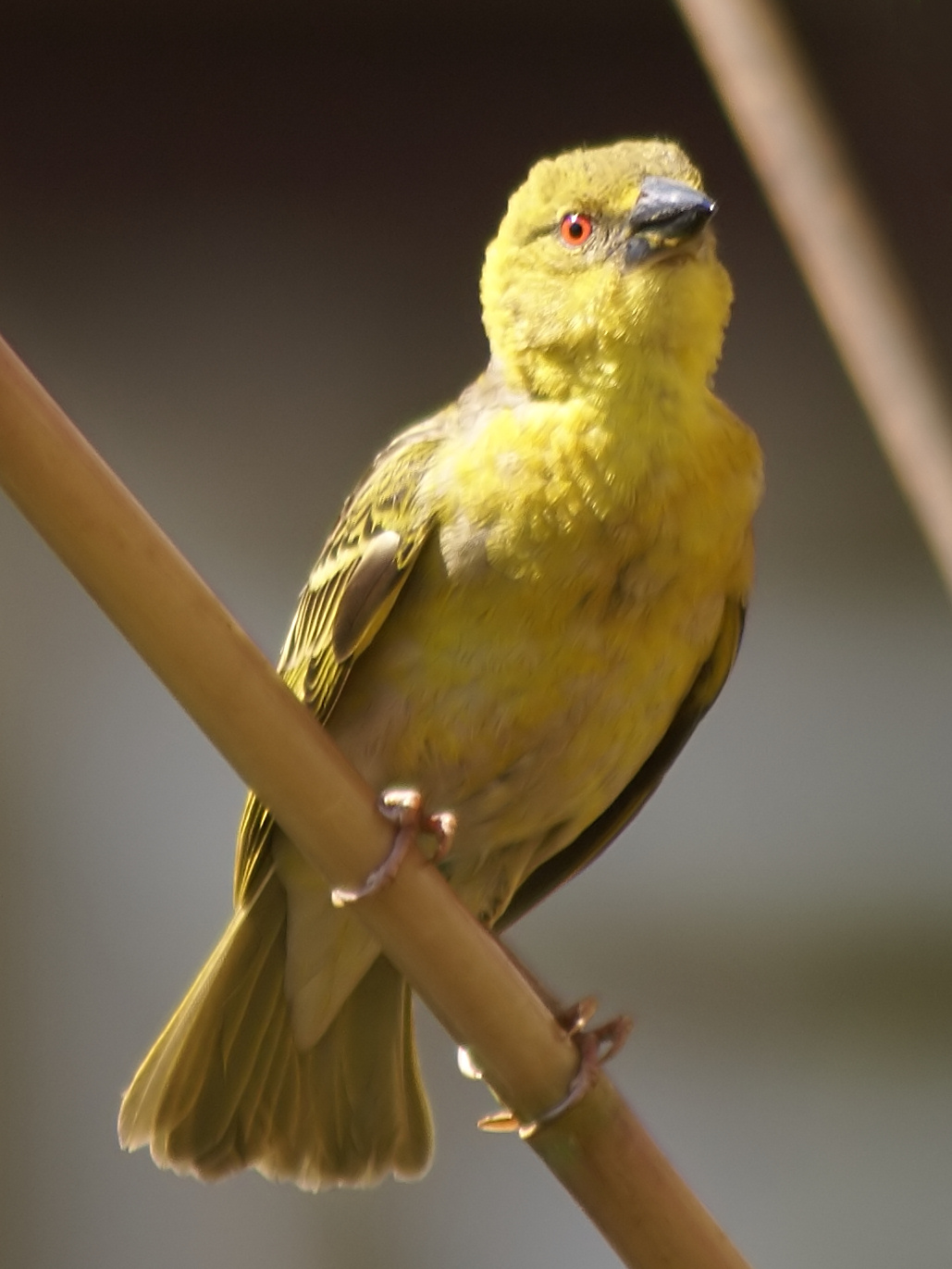
Hembra de P. c. nigriceps.
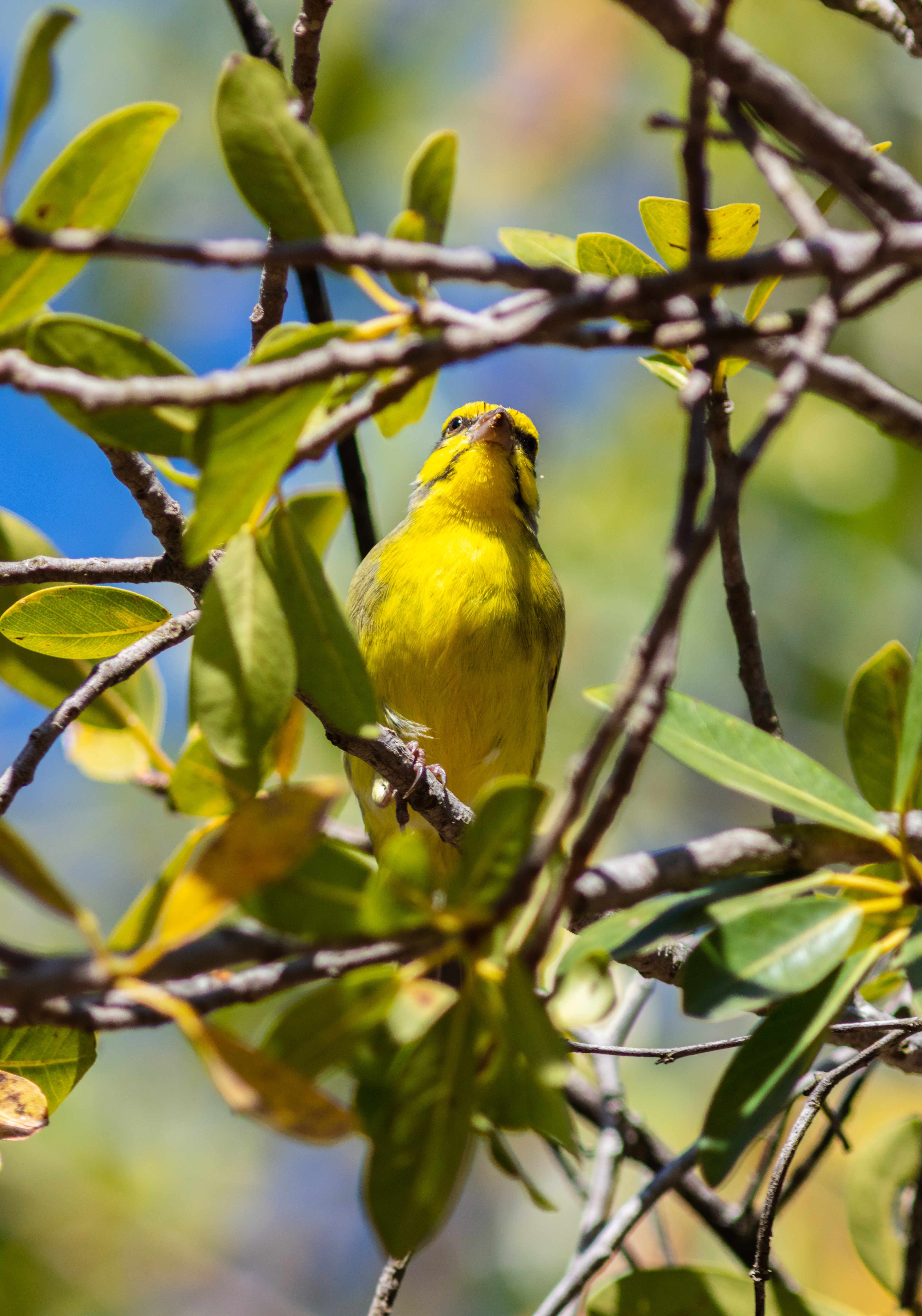
Ejemplar hembra en Sudáfrica.
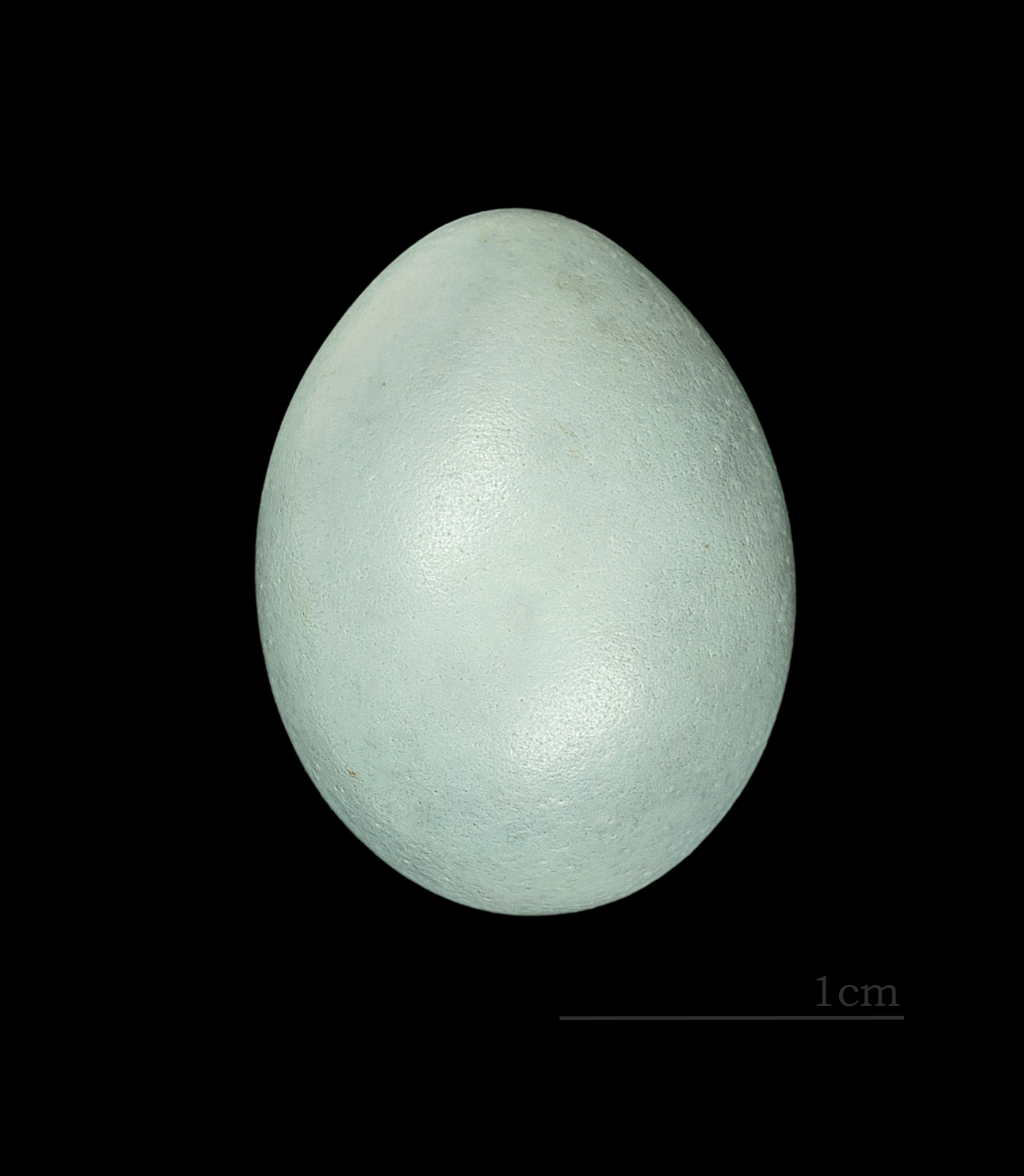
Huevo de Ploceus cucullatus.
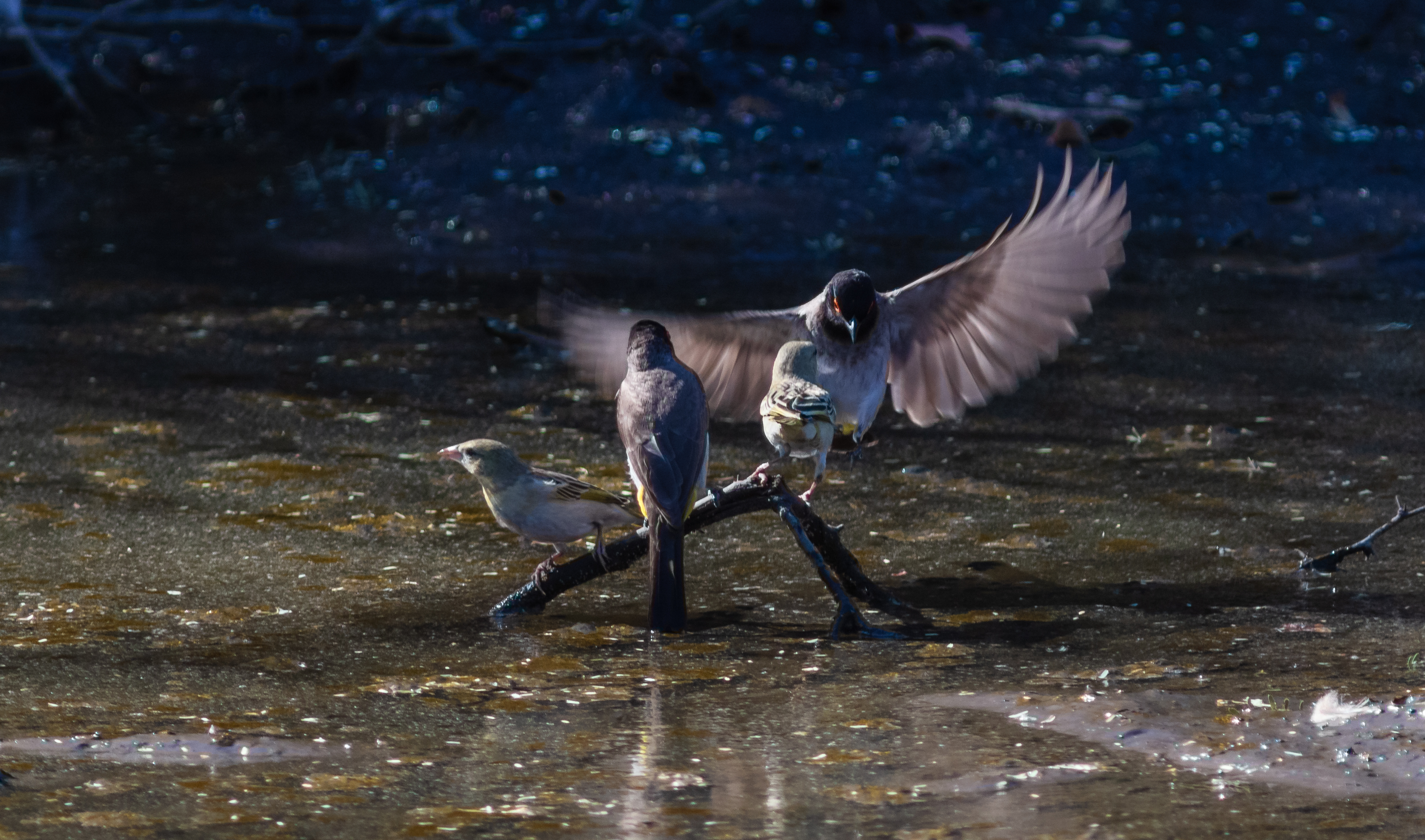
Ejemplares de tejedores comunes junto con bulbules encapuchados (Pycnonotus nigricans), Botsuana.